# Tiro esportivo nos Jogos Pan-Americanos de 2019 - Skeet feminino
A categoria do skeet feminino foi um dos eventos do tiro esportivo nos Jogos Pan-Americanos de 2019, em Lima. Foi disputada nos dias 1 e 2 de agosto no Las Palmas Range.

## Calendário
Horário local (UTC-5)
| Data        | Horário | Fase               |
| ----------- | ------- | ------------------ |
| 1 de agosto | 09:00   | Qualificação dia 1 |
| 2 de agosto | 09:00   | Qualificação dia 2 |
| 2 de agosto | 13:30   | Final              |

## Medalhistas
| Ouro   | USA Kimberly Rhode     |
| Prata  | CHI Francisca Crovetto |
| Bronze | USA Dania Vizzi        |

## Resultados

### Qualificação
| ´Pos. | Atiradora          | Nacionalidade      | 1  | 2  | 3  | 4  | 5  | Desempate | Total | Notas |
| ----- | ------------------ | ------------------ | -- | -- | -- | -- | -- | --------- | ----- | ----- |
| 1     | Kimbery Rhode      | USA Estados Unidos | 25 | 25 | 23 | 23 | 23 | —         | 119   | Q     |
| 2     | Gabriela Rodríguez | MEX México         | 24 | 25 | 23 | 23 | 23 | —         | 118   | Q     |
| 3     | Dania Vizzi        | USA Estados Unidos | 24 | 25 | 24 | 22 | 22 | 4         | 117   | Q     |
| 4     | Melissa Gil        | ARG Argentina      | 24 | 25 | 22 | 23 | 22 | 3         | 117   | Q     |
| 5     | Daniela Borda      | PER Peru           | 24 | 22 | 23 | 22 | 25 | —         | 116   | Q     |
| 6     | Francisca Crovetto | CHI Chile          | 22 | 22 | 25 | 22 | 24 | —         | 115   | Q     |
| 7     | Georgia Bastos     | BRA Brasil         | 23 | 22 | 23 | 24 | 20 | —         | 112   |       |
| 8     | Michelle Eliott    | BAR Barbados       | 22 | 18 | 22 | 21 | 23 | —         | 106   |       |
| 9     | Anabel Molina      | MEX México         | 20 | 21 | 20 | 21 | 23 | —         | 105   |       |
| 10    | Danielle Gedeon    | BRA Brasil         | 24 | 19 | 19 | 17 | 18 | —         | 97    |       |
| 11    | Ana Soto           | GUA Guatemala      | 20 | 16 | 20 | 0  | 0  | —         | 56    |       |

### Final
| Pos.              | Atirador            | Nacionalidade      | Pontos | Pratos | Notas |
| ----------------- | ------------------- | ------------------ | ------ | ------ | ----- |
| Medalha de ouro   | Kimberly Rhode      | USA Estados Unidos | 55     | 60     |       |
| Medalha de prata  | Francisca Crovetto  | CHI Chile          | 47     | 60     |       |
| Medalha de bronze | Dania Vizzi         | USA Estados Unidos | 40     | 50     |       |
| 4                 | Melissa Gil         | ARG Argentina      | 29     | 40     |       |
| 5                 | Gabriella Rodríguez | MEX México         | 22     | 30     |       |
| 6                 | Daniella Borda      | PER Peru           | 13     | 20     |       |